# Добричская область
До́бричская о́бласть (болг. Област Добрич) — область в Северо-Восточном регионе Болгарии. Область занимает площадь 4719,7 км², на которой проживает 189 677 жителей (2011). Административный центр — город Добрич (в период 1949—1990 назывался Толбухин).

## География
На востоке область граничит с Чёрным морем, на севере с Румынией, на юге — с областями Варненской и Шуменской, на западе с Силистренской областью. На озере Дуранкулак находится археологический резерват «Дуранкулак».

## Общины Добричской области

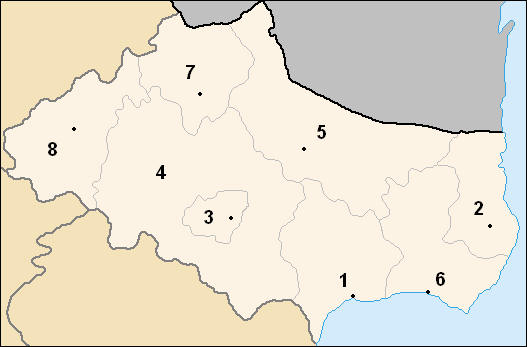
Общины Добричской области

1. Община Балчик
2. Община Шабла
3. Община Добрич
4. Община Добричка
5. Община Генерал-Тошево
6. Община Каварна
7. Община Крушари
8. Община Тервел

см. также Города Добричской области

## Население
| Этнические группы (2011) | Этнические группы (2011) | Этнические группы (2011) | Этнические группы (2011) | Этнические группы (2011) |
| Этническая группа        |                          |                          | Процент                  |                          |
| ------------------------ | ------------------------ | ------------------------ | ------------------------ | ------------------------ |
| Болгары                  |                          |                          | 75.4 %                   |                          |
| Турки                    |                          |                          | 13.5 %                   |                          |
| Цыгане                   |                          |                          | 8.8 %                    |                          |
| Другие                   |                          |                          | 2.3 %                    |                          |